# Wangchuk Dorje
Karmapa
Mikyö Dorje Chöying Dorje
Ne doit pas être confondu avec Demo Wangjoe Dorjee.
Wangchuk Dorjé (tibétain : དབང་ཕྱུག་རྡོ་རྗེ, Wylie : dbang phyug rdo rje, 12 août 1556 à Treshö au Tibet-10 mars 1603 Sungrab Ling, Tibet) est le 9e Karmapa, chef de la lignée karma-kagyu.

## Biographie
Wangchuk Dorjé est né le 7e jour du 7e mois de l'année du dragon de feu femelle (12 août 1556) dans la région de Treshö dans le Kham
On l'aurait entendu réciter des mantras alors qu’il était encore dans le ventre de sa mère. Peu après sa naissance, il serait resté assis les jambes croisées, la position du lotus, pendant 3 jours, et aurait déclaré qu'il était le Karmapa.
Il fut reconnu par le 4e Taï Sitou Rinpoché Chokyi Gocha, alors au monastère de Karma. Un an plus tard, par le 5e Shamar Rinpoché Könchog Yenlag qui l’intronisa à l'âge de 6 ans. Il se rendit ensuite à Tsourphou ou il arriva pour le nouvel an 1561. Avec le 5e Shamar Rinpoché et le 2e Pawo Rinpoché Tsouglag Trengwa, il entreprit un pèlerinage dans le sud du Tibet, où il prit les vœux de moine novice et reçu les enseignements sur les six yogas de Nāropa et le mahamoudra. Il passa 3 mois à la cour du prince de Rinpoung où il reçut la visite de Sonam Gyatso, qui allait recevoir le titre de 3e dalaï-lama. En 1580, le 5e Shamar Rinpoché lui conféra l'ordination de moine. En 1583, Wangchuk Dorjé visita Rinpoung pour apaiser des troubles politiques. Il fit une retraite d'un an à Tsourphou et visita le Tibet du nord, où le roi des Nagas lui offrit symboliquement une dédicace de la région. Il rejoignit le Kongpo où il vécut 8 ans, où il s'engagea dans des activités altruistes et des retraites contemplatives, méditant surtout sur Mahakala.
Il passa une grande partie de sa vie dans un groupe monastique itinérant mettant l’accent sur la pratique de la méditation. Ce groupe qui reçut de nombreuses invitations, ne put visiter la Chine mais se rendit en Mongolie, à la demande du roi Hortu  et au Bhoutan. Le 9e Karmapa donna des enseignements dans le sud du Tibet et restaura de nombreux monastères et temples. Il reçut une invitation à se rendre au Sikkim, mais ne pouvant s'y rendre, il y envoya un représentant qui y établit 3 monastères que le Karmapa pu bénir et consacrer depuis son lieu de résidence au Tibet. Rumtek, siège des Karmapas en exil en Inde, était l'un de ces monastères, les deux autres étant Phodong et Ralang.
Un de ses disciples les plus importants fut Taranatha.
Le 9e Karmapa composa plusieurs textes sur la philosophie bouddhiste dont Mahamoudra, Océan de la signification certaine et Le Mahamoudra qui dissipe les ténèbres de l'ignorance qui eurent un impact important sur la connaissance du mahamoudra. Ce Karmapa, comme ses 3 successeurs, joua un rôle de pacificateur dans une période de l’histoire du Tibet marqué par des troubles politiques importants.
Il est mort peu après sa visite à Sungrab Ling, un monastère kagyu où il enseigna et commença à évoquer sa mort imminente. Il envoya la lettre prophétisant sa renaissance à Shamar Rinpoché, Chökyi Wangchuk. Il est mort le 28e jour du 1er mois de l'année du lièvre d'eau femelle (10 mars 1603).

### Œuvres du9eKarmapa
- Ouang Tchoug Dordjé, Le Mahamoudra qui dissipe les ténèbres de l'ignorance, commentaire de Béroul Khyentsé. Suivi de 'Cinquante stances de dévotion au gourou' d'Ashvagosha, édité par Aryashoura, commentaire de Guésché Ngaouang Dhargyey, trad. de la version anglaise J.C. de Verneuil et F. Jacquemart, Yiga Tcheu Dzinn, 1980. 2° éd. revue et corrigée, introduction Alexander Berzin, Édition Marpa, 1992, 191 p.  (ISBN 2-906254-07-X)

### Études sur le9eKarmapa
- Lama Kunsang & Marie Aubèle, L'Odyssée des Karmapas, La grande histoire des lamas à la coiffe noire, Ed. Albin Michel (2011).  (ISBN 978-2-226-22150-6)